# St. Oswald (Heudorf)

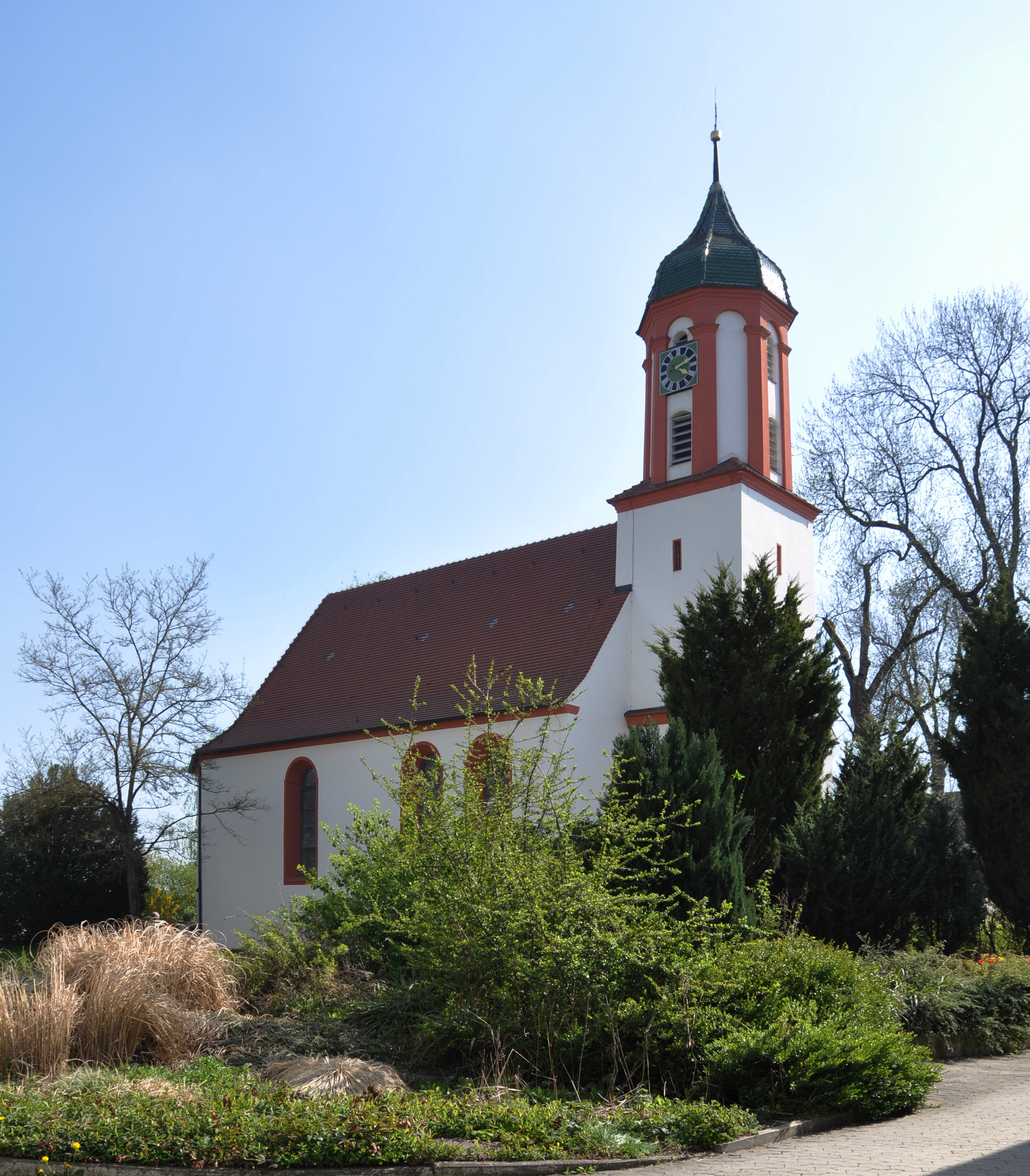
St. Oswald in Heudorf

Die römisch-katholische Pfarrkirche St. Oswald steht in Heudorf am Bussen, einem Gemeindeteil von Dürmentingen im Landkreis Biberach in Baden-Württemberg. Die Kirchengemeinde gehört zur Diözese Rottenburg-Stuttgart. Das Bauwerk ist beim Landesamt für Denkmalpflege Baden-Württemberg als Baudenkmal eingetragen.

## Beschreibung
Die Saalkirche stammt im Kern von 1626. Der Innenraum wurde 1728 barock umgestaltet. Aus dieser Zeit stammt das achteckige Obergeschoss des Fassadenturms im Westen, das die Turmuhr und den Glockenstuhl beherbergt, und mit einer Glockenhaube bedeckt ist. Das Langhaus ist im Osten dreiseitig abgeschlossenen. Der Innenraum ist mit einer Flachdecke überspannt, die mit Stuck verziert ist. Die 1958 als Opus 287 für die Kirche in Bad Urach gebaute Orgel wurde 1978 in die hiesige Kirche umgesetzt.